# Dragons de Barcelone (ELF)
Cet article concerne la nouvelle équipe de football américain évoluant en ELF. Pour l'ancienne équipe de la NFL Europa, voir Dragons de Barcelone (NFL Europa).
Stade
Maillots
Saison en cours
Les Dragons de Barcelone sont une franchise espagnole de football américain basée à Terrassa en Espagne.
Créée en 2021, elle joue depuis lors dans l'European League of Football (ELF).

## Histoire
Le 11 janvier 2021, une nouvelle franchise basée à Barcelone est annoncée pour faire partie de la saison inaugurale de l'European League of Football. Le nom d'origine pour l'équipe était les Gladiators, mais en mars 2021, la ELF annonce avoir signé un accord avec la NFL l'autorisant à utiliser les noms d'équipes de l'ancienne NFL Europa. La franchise est donc renommée Barcelona Dragons,.
L'équipe de 2021 est entrainée par un ancien entraîneur dans la Ligue canadienne de football, Adam Rita (en),, celle de 2022 par Andrew Weidinger (en) (ancien entraîneur assistant en NFL) et celle de 2023 par Gabriel « Black » Sánchez.

## Stade
L'équipe joue ses matchs au stade olympique de Terrassa d'une capacité de 11 500 spectateurs situé à environ à proximité de Barcelone.

## Saison par saison
| Saison | Saison régulière | Saison régulière | Saison régulière | Saison régulière | Saison régulière | Saison régulière | Saison régulière | Saison régulière | Saison régulière       | Phase finale                                           |
| ------ | ---------------- | ---------------- | ---------------- | ---------------- | ---------------- | ---------------- | ---------------- | ---------------- | ---------------------- | ------------------------------------------------------ |
| Saison | Nb               | V                | D                | N                | %                | +                | -                | ≠                | Classement             | Phase finale                                           |
| 2021   | 10               | 03               | 07               | 0                | 30,0             | 237              | 277              | -040             | 3e division Sud        | Non qualifié                                           |
| 2022   | 12               | 08               | 04               | 0                | 66,6             | 364              | 226              | +138             | 1er conférence Sud     | Défaite 12-39 en ½ finale contre les Vikings de Vienne |
| 2023   | 12               | 02               | 10               | 0                | 16,6             | 199              | 396              | -197             | 6e conférence Centrale | Non qualifié                                           |
| 2024   | Saison en cours  | Saison en cours  | Saison en cours  | Saison en cours  | Saison en cours  | Saison en cours  | Saison en cours  | Saison en cours  | Saison en cours        | Saison en cours                                        |
| Totaux | 34               | 13               | 21               | 0                | 46,8             | 800              | 899              | -099             | -                      | 1 participation, 0 titre                               |